# Cheryl Noble
Cheryl Noble (Victoria, 29 de septiembre de 1956) es una deportista canadiense que compitió en curling.
Participó en los Juegos Olímpicos de Salt Lake City 2002, obteniendo una medalla de bronce en la prueba femenina. Ganó una medalla de oro en el Campeonato Mundial de Curling Femenino de 2000.

## Palmarés internacional
| Juegos Olímpicos   | Juegos Olímpicos                | Juegos Olímpicos  | Juegos Olímpicos |
| Año                | Lugar                           | Medalla           | Prueba           |
| ------------------ | ------------------------------- | ----------------- | ---------------- |
| 2002               | Salt Lake City (Estados Unidos) | Medalla de bronce | Equipo           |
| Campeonato Mundial |                                 |                   |                  |
| Año                | Lugar                           | Medalla           | Prueba           |
| 2000               | Glasgow (Reino Unido)           | Medalla de oro    | Equipo           |